# Calosoma anthrax
Calosoma (Callisthenes) anthrax – gatunek chrząszcza z rodziny biegaczowatych, podrodziny Carabinae i plemienia Carabini.
Gatunek ten został opisany przez Andrieja Siemionowa-Tjan-Szanskiego w 1900 roku. Jako lokalizację typową wskazał on rejon na południe od jeziora Bujr nuur. W tym samym roku Siemionow opisał gatunek Calosoma grumi, który część autorów uznaje za poprawny. Inni natomiast, jak Thierry Deuve i Sandro Bruschi, uważają go za podgatunek C. anthrax.
W szerokim, tj. obejmującym również C. grumi, sensie chrząszcz ten charakteryzuje się raczej pękatym ciałem, ciemnomosiężną barwą i ostro wystającymi płatkami kątów tylnych przedplecza.
W wąskim sensie (C. anthrax anthrax według Deuve) chrząszcz ten ma od 21,5 do 25,5 mm długości ciała, którego wierzch ubarwiony jest bardzo ciemno ze słabym mosiężnym połyskiem. Przedplecze ma poprzeczne z wyraźnie wystającymi płatkami kątów tylnych, a pokrywy o rzeźbie złożonej z szeroko rozsianego ziarenkowania i wyraźnych dołków nawiązujących do międzyrzędów pierwszorzędowych.
Gatunek krótkoskrzydły. Owady dorosłe spotyka się od maja do sierpnia. 
Znany z Mongolii oraz północnochińskich prowincji Shanxi i Mongolia Wewnętrzna (jeśli włączać C. grumi to także z Qinghai). Jest najdalej na wschód wysuniętym gatunkiem z rodzaju Callisthenes.